# کوکتل (فیلم ۲۰۱۰)
«کوکتل» (انگلیسی: Cocktail) یک فیلم است که در سال ۲۰۱۰ منتشر شد.